# 자가탈라구
자가탈라구(아제르바이잔어: Zaqatala rayonu)는 아제르바이잔 북서부에 위치한 구로 행정 중심지는 자가탈라이며 면적은 1,348km2, 인구는 110,830명이다. 서쪽으로는 조지아, 동쪽으로는 러시아 다게스탄 공화국과 접한다.